# Buševec
Buševec är en ort i Kroatien.   Den ligger i länet Zagrebs län, i den centrala delen av landet, 23 km sydost om huvudstaden Zagreb. Buševec ligger 106 meter över havet och antalet invånare är 910.
Terrängen runt Buševec är platt. Runt Buševec är det glesbefolkat, med 10 invånare per kvadratkilometer. Närmaste större samhälle är Velika Gorica, 9,3 km norr om Buševec. I omgivningarna runt Buševec växer i huvudsak lövfällande lövskog.